# Ghet

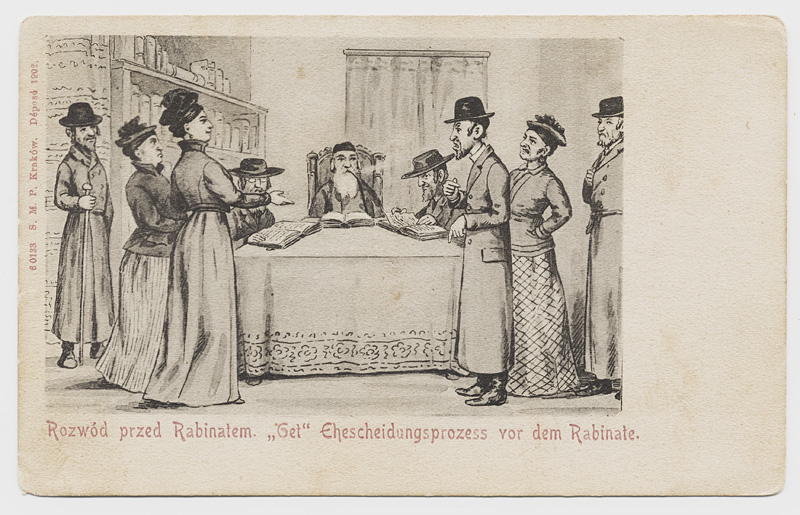
Illustrazione di un ghet

Il ghet (גט, plurale ghittim o ghittin גיטין) è un documento di divorzio ebraico. Storicamente, per l'Ebraismo, la presentazione di un ghet religiosamente valido da parte di un uomo nei confronti della consorte pone fine ai loro doveri e diritti coniugali determinando il loro divorzio. Secondo il Talmud l'agente legale di una persona ha la stessa autorità giuridica e responsabilità della persona stessa e per tale ragione può agire nel ghet in vece del proprio cliente.

## Donna abbandonata definitivamente
Il Talmud riporta il caso della sposa abbandonata senza "documento di divorzio" per il quale quest'ultimo presenta validità giuridica: risulta comunque raro e "difficilmente" individuabile.